# Löhningen
Löhningen is een gemeente en plaats in het Zwitserse kanton Schaffhausen.
Löhningen telt 1188 inwoners.
Bargen · Beggingen · Beringen · Buch · Buchberg · Büttenhardt · Dörflingen · Gächlingen · Hallau · Hemishofen · Lohn · Löhningen · Merishausen · Neuhausen am Rheinfall · Neunkirch · Oberhallau · Ramsen · Rüdlingen · Schaffhausen · Schleitheim · Siblingen · Stein am Rhein · Stetten · Thayngen · Trasadingen · Wilchingen
- Gemeinsame Normdatei: 4696386-8
- Historisch woordenboek van Zwitserland: 001261
- Virtual International Authority File: 246972687